# Монгольский емуранчик
Монгольский емуранчик (лат. Stylodipus andrewsi) — вид грызунов из семейства тушканчиков из подсемейства Dipodinae. Встречается в Китае (Внутренняя Монголия, Ганьсу и Нинся) и Монголии.

## Описание
Монгольский емуранчик достигает длины от 11,3 до 13,0 см, с хвостом от 13,5 до 15,0 см в длину, который длиннее тела, и весом около 60 граммов. Длина задней лапы составляет от 50 до 59 миллиметров, длина уха — от 16 до 18 миллиметров. Макушка головы серая с беловатыми пятнами над глазом и характерными белыми пятнами за ушами. Остальная часть шерсти на спине соломенно-желтая. По бедрам тянется белая полоса, а брюшко полностью белого цвета. Хвост заметно утолщен подкожно-жировой клетчаткой и покрыт желтыми волосками, которые удлиняются к кончику хвоста, образуя плоский веер (имеет уплощенную, чёрную, пушистую конечную часть), похожий на перо. Последние 30 миллиметров хвоста черные. На задней лапе имеется три пальца, средний из которых самый длинный, подошвы ступней опушены и имеют кистевидный бугорок под пальцами ног. Его можно отличить от довольно похожего толстохвостого трехпалого тушканчика (Stylodipus telum) тем, что у него есть премоляры в верхней челюсти, которые у S. telum являются рудиментарными. У животных есть по одному резцу на каждой половине верхней челюсти, образованному грызущим зубом (резцом), за которым следует щель между зубами (диастема). Далее следуют один премоляр и три моляра. Напротив, на нижней челюсти у них нет премоляра. Всего у них один зубной ряд из 18 зубов. Барабанная полость (барабанная перепонка) сформирована значительно больше. Кроме того, костлявая морда (рострум) длиннее и имеет более длинные носовые кости.

## Образ жизни
Монгольский емуранчик — ночное и одиночное животное. Обитает в полузасушливых и засушливых степях и лугах, а также в песчаных дюнах с кустарниковой растительностью. Встречается также в хвойных и смешанных лесах с подлеском. Питается зелеными частями растений, корнями и семенами. Самки обычно приносят один помет, состоящий из двух-четырех детенышей в год.

## Распространение
Монгольский емуранчик обитает на севере Китайской Народной Республики и прилегающей Монголии. В Китайской Народной Республике он встречается в провинции Внутренняя Монголия, Ганьсу и Нинся. В Монголии обитает в пустыне Гоби в районе реки Алашань и в некоторых частях восточной и северной Гоби.

## Систематика
Монгольский емуранчик классифицируется как отдельный вид в пределах рода Stylodipus, который состоит из трех видов. Первоначальное научное описание дано Гловером Моррилом Алленом в 1925 году, который описал этот вид на основе особей, обитающих на реке Уссук из стойбища Ондай-Саир в Монголии.. Ранее рассматривался как подвид обыкновенного емуранчика ( (Stylodipus telum). Видовое название дано в честь американского зоолога Роя Эндрюса.

## Статус, угроза и защита в природе
Монгольский емуранчик имеет широкий ареал и предположительно большую общую популяцию; встречается в ряде охраняемых территорий. Никаких особых угроз этому виду не выявлено, и тенденция его популяции неизвестна. Международный союз охраны природы оценил его природоохранный статус как «вызывающий наименьшие опасения».